# Titularbistum Menelaites
Menelaites (ital.: Menelaite) ist ein Titularbistum der römisch-katholischen Kirche. 
Das ehemalige Bistum gehörte zur gleichnamigen antiken Stadt in der römischen Provinz Aegyptus bzw. Aegyptus Iovia im westlichen Nildelta. Es gehörte der Kirchenprovinz Alexandria an.
| Titularbischöfe von Menelaites |                      |                                                                        |                  |              |
| Nr.                            | Name                 | Amt                                                                    | von              | bis          |
| 1                              | Octave Terrienne MSC | Apostolischer Vikar der Gilbertinseln (Westpazifische Hohe Kommission) | 2. Dezember 1937 | 4. März 1994 |